# Tre Mann
Tre'shaun "Tre" Albert Mann (Gainesville, 3 de fevereiro de 2001) é um jogador norte-americano de basquete profissional que atualmente joga no Charlotte Hornets da National Basketball Association (NBA).
Ele jogou basquete universitário pela Universidade da Florida e foi selecionado pelo Oklahoma City Thunder como a 18º escolha geral no draft da NBA de 2021.

## Carreira no ensino médio
Mann jogou basquete no ensino médio na The Villages Charter em The Villages, Flórida. Em seu terceiro ano, ele teve médias de 20 pontos e 5,6 rebotes mas sofreu uma ruptura no menisco do joelho direito na final estadual.
Em sua última temporada, Mann teve médias de 23,6 pontos e 4,9 rebotes e foi nomeado Jogador do Ano do Distrito pelo Daily Commercial. Ele foi selecionado para jogar no McDonald's All-American Game e no Jordan Brand Classic.

### Recrutamento
Mann foi considerado um recruta de cinco estrelas pela 247Sports e pela Rivals e um recruta de quatro estrelas pela ESPN. Em 28 de agosto de 2018, ele se comprometeu a jogar basquete universitário na Universidade da Florida e rejeitou as ofertas de Kansas, Tennessee e Carolina do Norte.
| Nome | Cidade Natal                              | Escola/Universidade | Altura             | Peso           | Data da revisão      |
| --- | ----------------------------------------- | ------------------- | ------------------ | -------------- | -------------------- |
| Tre Mann PG | Gainesville, FL                           | The Villages (FL)   | 6 ft 5 in (1.96 m) | 185 lb (84 kg) | 28 de Agosto de 2018 |
| Tre Mann PG | Recrutamento: Rivals: 247sports: ESPN: 89 |                     |                    |                |                      |
| Classificação geral de novatos: 247Sports: 12º \| Rivals: 24º \| ESPN: 33º |                                           |                     |                    |                |                      |
| - Nota: Em muitos casos, Scout, Rivals, 247Sports e ESPN podem entrar em conflito em suas listas de altura e peso, nestes casos, a média foi obtida. A ESPN mede os calouros numa escala de 0 a 100. - Fonte: |                                           |                     |                    |                |                      |

## Carreira universitária
Em seu primeiro jogo na Universidade da Florida, Mann registrou 11 pontos e quatro rebotes na vitória por 74-59 sobre North Florida. Ele teve média de 5,3 pontos como calouro. Após a temporada, ele se declarou para o draft da NBA de 2020. Em 7 de julho de 2020, Mann anunciou que estava voltando para a Flórida, em parte devido à possibilidade de ser titular.
Em sua estreia em sua segunda temporada, Mann marcou 19 pontos na vitória por 76-69 contra Army. Em 12 de março de 2021, ele marcou 30 pontos em uma derrota por 78-66 para o Tennessee nas quartas de final do Torneio da SEC. Em seu segundo ano, Mann teve médias de 16 pontos, 5,6 rebotes, 3,5 assistências e 1,4 roubos de bola e foi nomeado para a Primeira-Equipe da SEC pelos treinadores da liga e para a Segunda-Equipe da SEC pela mídia. Em 24 de março, ele se declarou para o draft da NBA de 2021, renunciando à elegibilidade universitária restante.

## Carreira profissional

### Oklahoma City Thunder (2021–2024)
Mann foi selecionado pelo Oklahoma City Thunder como a 18ª escolha geral no draft da NBA de 2021. Em 8 de agosto de 2021, ele assinou um contrato de 4 anos e US$14 milhões com o Thunder.
Em 9 de abril de 2023, Mann registrou seu primeiro triplo-duplo da carreira com 24 pontos, 12 rebotes e 12 assistências na vitória contra o Memphis Grizzlies.

### Charlotte Hornets (2024–Presente)
Em 8 de fevereiro de 2024, Mann foi negociado, juntamente com Dāvis Bertāns, Vasilije Micić, uma escolha de segunda rodada de 2024, uma escolha de segunda rodada de 2025, com o Charlotte Hornets em troca de Gordon Hayward.

## Estatísticas da carreira

### NBA

#### Temporada regular
| Ano      | Equipe        | PJ  | PT | MPJ  | AP   | 3P   | LL    | RT  | AS  | BR  | TO | PPJ  |
| -------- | ------------- | --- | -- | ---- | ---- | ---- | ----- | --- | --- | --- | -- | ---- |
| 2021–22  | Oklahoma City | 60  | 26 | 22.8 | .393 | .360 | .793  | 2.9 | 1.5 | .8  | .2 | 10.4 |
| 2022–23  | Oklahoma City | 67  | 5  | 17.7 | .393 | .315 | .764  | 2.3 | 1.8 | .6  | .2 | 7.7  |
| 2023–24  | Oklahoma City | 13  | 0  | 9.2  | .500 | .421 | 1.000 | 1.8 | 1.5 | .2  | .0 | 3.8  |
| 2023–24  | Charlotte     | 28  | 28 | 31.0 | .453 | .364 | .759  | 4.5 | 5.2 | 1.7 | .1 | 11.9 |
| Carreira | Carreira      | 168 | 59 | 20.1 | .434 | .365 | .829  | 2.8 | 2.5 | .8  | .1 | 8.4  |

#### Play-In
| Ano  | Equipe        | PJ | PT | MPJ | AP | 3P | LL | RT  | AS  | BR | TO | PPJ |
| ---- | ------------- | -- | -- | --- | -- | -- | -- | --- | --- | -- | -- | --- |
| 2023 | Oklahoma City | 1  | 0  | 5.2 | —  | —  | —  | 1.0 | 1.0 | .0 | .0 | .0  |

### Universitário
| Ano      | Equipe   | PJ | PT | MPJ  | AP   | 3P   | LL   | RT  | AS  | BR  | TO | PPJ  |
| -------- | -------- | -- | -- | ---- | ---- | ---- | ---- | --- | --- | --- | -- | ---- |
| 2019–20  | Florida  | 29 | 4  | 17.8 | .356 | .275 | .655 | 1.9 | .7  | .6  | .1 | 5.3  |
| 2020–21  | Florida  | 24 | 24 | 32.4 | .459 | .402 | .831 | 5.6 | 3.5 | 1.4 | .1 | 16.0 |
| Carreira | Carreira | 53 | 28 | 25.1 | .407 | .338 | .743 | 3.7 | 2.1 | 1.0 | .1 | 10.6 |